# Jîlînți, Iarmolînți
Jîlînți (în ucraineană Жилинці) este o comună în raionul Iarmolînți, regiunea Hmelnîțkîi, Ucraina, formată numai din satul de reședință.

## Demografie
Componența lingvistică a comunei Jîlînți
     Ucraineană (98,04%)
     Rusă (1,65%)
     Alte limbi (0,2%)
Conform recensământului din 2001, majoritatea populației comunei Jîlînți era vorbitoare de ucraineană (98,04%), existând în minoritate și vorbitori de rusă (1,65%).